# Зейлево
Зейлево (баш. Йәйләү) — деревня в Дюртюлинском районе Республики Башкортостан Российской Федерации. Входит в состав Учпилинского сельсовета.

## География

### Географическое положение
Расстояние до:
- районного центра (Дюртюли): 13 км,
- центра сельсовета (Учпили): 2 км,
- ближайшей ж/д станции (Уфа): 141 км.

## История
В «Списке населенных мест по сведениям 1870 года», изданном в 1877 году, населённый пункт упомянут как деревня Зяйляу (Зеилева, Евлева, Татарские Киргизки) 4-го стана Бирского уезда Уфимской губернии. Располагалась при речке Евбазе, на почтовом тракте из Бирска в Мензелинск, в 40 верстах от уездного города Бирска и в 11 верстах от становой квартиры в деревне Дюртюли. В деревне, в 50 дворах жили 290 человек (158 мужчин и 132 женщины, мещеряки, татары), была мечеть. Жители занимались земледелием, скотоводством.

## Население
| 2002 | 2009 | 2010 |
| ---- | ---- | ---- |
| 182  | ↗183 | ↘176 |

### Национальный состав
Согласно переписи 2002 года, преобладающие национальности — башкиры (51 %), татары (42 %).